# ウーゾ効果

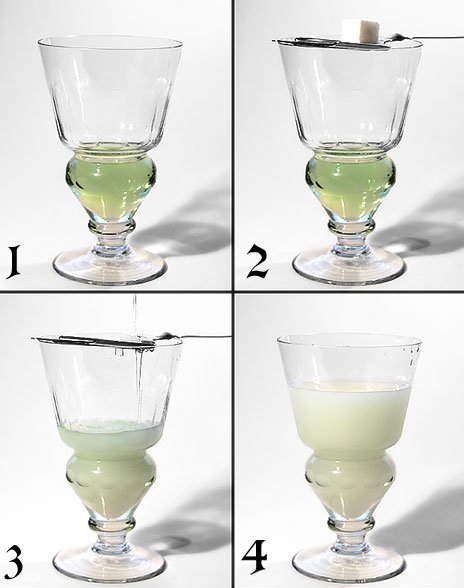
アブサンで観察されるウーゾ効果（ここで割り水はグラスの上に置かれた角砂糖の上から注がれている）。

ウーゾ効果または自然乳化  (英: ouzo effect, louche effect, spontaneous emulsification) とは、アニスで香りを付けたリキュールやスピリッツを水で割ったとき、乳白色の水中油滴型エマルションが生成する現象である。この効果が観察される飲料にはウーゾを始めとしてパスティス、ラク、アラック、サンブーカ、アブサンがある。この種のマイクロエマルションは生成にほとんど撹拌を要せず、非常に安定である。

## 現象の解説

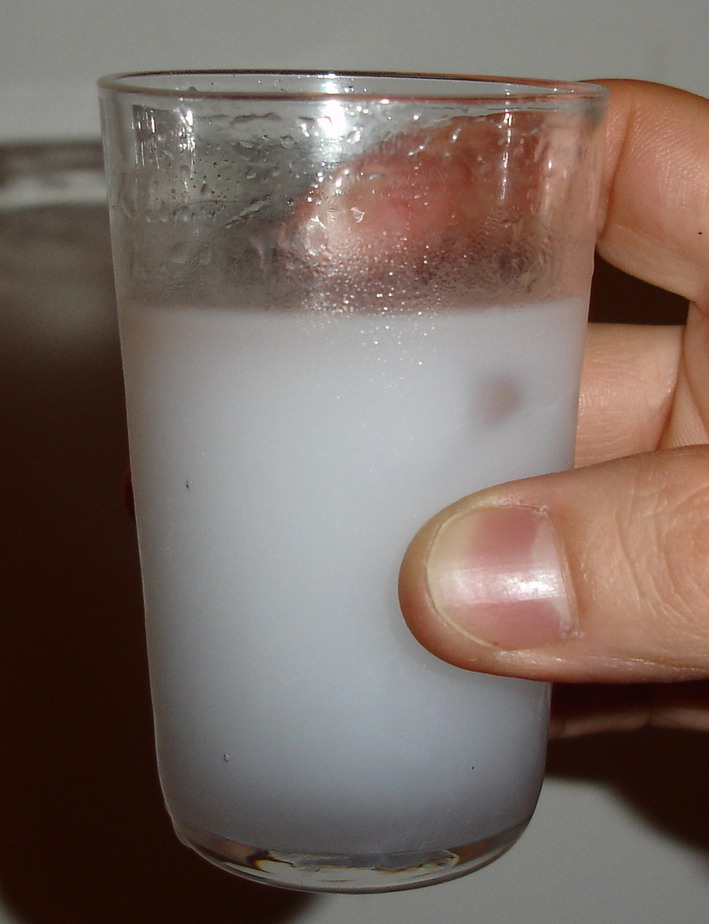
水で割って氷を入れたアラック。

ウーゾ効果が発生するのは、エタノールのように水と混和する溶媒にアネトールのような強疎水性の精油を溶解させ、さらに少量の水を加えることでエタノール濃度を低下させたときである。水・エタノール溶液に精油を加えるなど、これ以外の方法ではウーゾ効果は観察されない。
水中油滴型エマルションは一般に不安定であり、油滴は自然に合着して巨視的レベルでの完全な相分離に至る。微量の界面活性剤を加えるか、高いせん断速度を与える（強く撹拌する）ことで油滴は安定化する。水の割合が高いウーゾ混合液では、機械的な撹拌や分散剤・界面活性剤を用いずとも油滴の合着はほとんど行われない。油滴は液液核生成により生じ、安定で均一な分散液を作る。油滴のサイズは中性子小角散乱法により測定され、μmのオーダーであることがわかっている。
シトニコワらは動的光散乱法によりエマルション中の油滴の径を測定し、それらが油滴同士の合着ではなくオストワルド成長によって粗大化していることを示した。彼らの研究では、油滴は混合から数日のうちにμm程度の直径に達し、そこで成長を止めて数か月にわたって安定な状態を保つ。初期のオストワルド成長速度はエタノール濃度とともに低下する。
多成分混合系の熱力学理論によると、この種のエマルションは相図上でバイノーダル線とスピノーダル線に挟まれた準安定状態にあり、核生成によって相分離が行われる。しかし、エタノール濃度の増大がオストワルド成長の鈍化をもたらす微視的なメカニズムは完全に理解されてはいない。

## 応用
エマルションは工業的な用途が広い。多くの調理済み食品や洗剤、ボディケア製品はエマルションの形を取るが、それらは長期間にわたって安定でなければならない。非界面活性剤マイクロエマルションの製造において、機械的せん断による安定化方式は大規模生産プロセスではコスト的な問題があるため、ウーゾ効果が注目されている。擬ラテックス (pseudolatexes) やシリコーンエマルション、生分解性高分子ナノカプセルなど多様な分散液がウーゾ効果を利用して作成されているが、先述の通りその詳細なメカニズムは分かっていない。